# 張錫懌
张锡怿，字越九，号宏轩，上海人，清朝政治人物、進士出身。
順治十二年，登進士，历任泰安州知州。有《树滋堂近稿》。